# Peter Mitterer (Bogenschütze)
Peter Mitterer (* 12. April 1947 in Steyrermühl) ist ein österreichischer Bogenschütze.
Mitterer nahm an den Olympischen Spielen 1980 in Moskau teil und beendete den Wettbewerb als 21.